# Mostarsko-duvanjska biskupija
Mostarsko-duvanjska biskupija (lat. Dioecesis Mandentriensis-Dumnensis) je crkvena dijeceza u Bosni i Hercegovini u sastavu Vrhbosanske metropolije.
Biskupija ima sjedište u Mostaru. Mostarsko-duvanjska biskupija je ustanovljena uspostavom redovite Crkvene hijerarhije u Bosni i Hercegovini, 5. srpnja 1881. godine. To je najveća biskupija u Bosni i Hercegovini po broju katolika.
Trenutni biskup je mons. Petar Palić.

## Povijest biskupije
██ Vrhbosanska nadbiskupija
██ Banjalučka biskupija
██ Mostarsko-duvanjska biskupija
██ Trebinjsko-mrkanska biskupija

### Uspostava metropolije i biskupske hijerarhije u Bosni i Hercegovini
Apostolskim pismom Ex hac augusta („S ove uzvišene stolice“), 5. srpnja 1881., papa Leon XIII. određuje: „Na vlastitu pobudu, po sigurnu Našem znanju i zrelu promišljanju svom puninom Apostolske vlasti, na veću slavu svemogućega Boga, na uzvišenje i porast katoličke vjere u tim narodima određujemo i odlučujemo da se u pokrajinama Bosni i Hercegovini ustanovi i bude hijerarhija biskupa ordinarija, prema propisima kanonskih zakona. Oni će primiti naslov prema sjedištima koja ovim Našim pismom osnivamo te kao crkvenu pokrajinu uspostavljamo.“

### Tri nova i jedno staro biskupsko sjedište
Papa ustanovljuje novo sjedište nadbiskupije i metropolije u Sarajevu. Zatim nastavlja:
„A njemu doznačujemo, pridajemo i dodjeljujemo kao pokrajinska ova tri sjedišta: dva koja podižemo kao nova u gradovima Banjoj Luci i Mandetriju, pučki Mostar, i treće, već ustanovljeno, mrkansko-trebinjsko, kojim će upravljati dubrovački biskup, kao administrator, dok se drukčije ne odredi.“
Spomenutim Apostolskim pismom Hercegovački apostolski vikarijat, koji je osnovan 24. ožujka 1846., dokida se i utrnjuje, a umjesto njega osniva se Mostarsko-duvanjska biskupija.

### Ime Duvno
„A što se nove Mostarske biskupije tiče, u čijim se granicama nalazi grad Dumno, pučki Duvno, koji su stari zvali Delminij, odakle je nastalo ime Dalmata, imajući u vidu da je taj grad s okolnim naseljima – kako govore stari zapisi – zadobio dostojanstvo biskupskoga sjedišta, koje se zvalo duvanjsko ili dalmatsko, Mi želimo i naređujemo da se mostarski biskup zastalno služi i resi i naslovom duvanjskim ili delminijskim kako bi živjela u potomcima uspomena na tu uglednu stolicu.“

### Biskupijske granice, prema pismu "Ex hac augusta"
Određeno je da granice Mostarsko-duvanjske biskupije teku ovako: „Mostarsko-duvanjska biskupija obuhvaćat će cijelo područje Hercegovine, koje se nalazi okruženo granicama Vrhbosanske i Banjalučke biskupije na sjeveru, granicom Dalmacije do grada Metkovića na zapadu, granicama Mrkansko-trebinjske biskupije na jugu i pokrajinom zvanom Novofori, pučki Novi Bazar.
Ovoj biskupiji pripadaju sljedeće župe: Mostar, Jablanica, Široki Brijeg, Ljuti Dolac, Čerin, Gradnići, Gabela, Humac, Veljaci, Klobuk, Rasno, Ružići, Drinovci, Gorica, Posušje, Vir, Roško Polje, Grabovica, Bukovica, Županjac, Šujica, Seonica, Rakitno, Kočerin, Gradac, Goranci, Drežnica, Konjic.“
Prema tom svečanom Pismu: „Mrkansko-trebinjska biskupija zadržat će netaknute svoje granice, kao i broj župa koje su sada podložne jurisdikciji biskupa upravitelja“.

### Mostarski biskup – apostolski upravitelj Trebinjske biskupije
Isti je papa 8. srpnja 1890. iz jurisdikcije dubrovačkoga biskupa izuzeo i na mostarsko-duvanjskoga biskupa kao apostolskog administratora prenio upravu Trebinjsko-mrkanske biskupije: „Stoga Našom apostolskom vlašću, snagom ovoga Pisma, upravu Crkava Trebinjske i Mrkanske trajno sjedinjenih, koju je do sada vodio dubrovački biskup, prenosimo na mostarskoga biskupa pro tempore bilo u duhovnim bilo u vremenitim stvarima ad beneplacitum Nostrum  = do drukčije odluke.“

### Granice biskupije
Granice, prema Dekretu Svete Stolice (Kongregacije za širenje vjere), 24. ožujka 1891., potegnute su ovako:
Između Mostarsko-duvanjske i Vrhbosanske dijeceze „prema zapadu počinju od sjevernoga dijela Šuice i idu granicom civilnih kotareva Bugojna i Prozora s jedne, a Livna i Duvna s druge strane, do granice kotara Travnika i Mostara, koja slijedi prema istoku do ušća gdje Rama utječe u Neretvu; odatle Neretvom prema istoku idu do mjesta gdje zapadna granica općine Donje Selo dopire do Neretve, prosljeđuju crtom koja ovu granicu i onu koja međusobno razdvaja Tubanić i Dragočas sve do kotarske granice na Ivanu; zatim biskupijske granice slijede kotarsku granicu do onoga mjesta gdje se siječe ovo posljednje u Treskavici kotarskom granicom između Sarajeva i Foče, nastavljaju po sjevernoj granici fočanskoga kotara do Drine i napokon slijede tijek te rijeke do ušća rijeke Lima koji je prema istoku granica Mostarske biskupije, tako da civilni kotarevi Foča i Čajniče s Rudom pripadaju Mostarskoj biskupiji, a Goražde Vrhbosanskoj nadbiskupiji“.
Granice između Mostarsko-duvanjske i Trebinjsko-mrkanske biskupije, prema istoj odluci iz 1891., jesu: „od Metkovića do Bivolja brda rijeka Neretva, odatle se protežu tako da dijele civilni kotar mostarski od civilnoga kotara stolačkoga, isti kotar stolački od civilnoga kotara nevesinjskoga, isti kotar nevesinjski od kotareva bilećkoga i gatačkoga (Gacko), napokon gatački kotar od fočanskoga“.
To znači da u Mostarsko-duvanjsku biskupiju ulaze, s lijeve strane Neretve, kotarevi: Nevesinje, Kalinovik, Foča, Rudo, Čajniče. A u Trebinjsko-mrkansku biskupiju ulaze kotarevi: Stolac, Ljubinje, Bileća i Gacko.
Župe su u biskupiji podijeljene Decizijom Svete Stolice od 17. srpnja 1899. godine. Tom je Decizijom Hercegovačkoj franjevačkoj provinciji pripalo 25 onda postojećih župa, a za dijecezanski svjetovni kler određeno je 12 tada postojećih župa: Blagaj, Drežnica, Gabela, Glavatičevo, Grabovica, Gradac, Grude, Klobuk, Potoci – Bijelo Polje, Vir, Vinica, Nevesinje, te 12 imenično navedenih i teritorijalno određenih župa, a tada kanonski nepostojećih, ali koje biskup može osnovati kad god hoće „bez ikakvih savjetovanja“. A to su: Mostar na sjevernoj strani; Biletići sa selima: Blizanci, Krućevići, Tepčići; Crnač sa selima: Britvica, Izbično, Liskovac, Prosine i Vranjkovići; Čapljina s Trebižatom i Dreteljem; Dobrič sa selima: Knešpolje, Polog i Vlasnići; Dobro Selo sa selima: Krivodo, Slipčići, Sretnice; Kongora sa selima Mandino Selo, Borčani i Lipa; Podprolog sa selima: Vašarovići i sjeverni dio Crvenoga Grma; Prisoje s Privalom i Vrilom; Radešine sa selima: Ribić Polje, Idbar, Javornik, Glogošnica i Jablanica; Studenci sa Zvirovićima i Crnopodom; Zvirići s Bijačom, Stubicom i zapadnim dijelom Hardomilja. A važeći papinski Dekret raspodjele župa jest „Romanis Pontificibus“ od 5. lipnja 1975. Biskupija danas ima 66 župa, od kojih je 30 Sveta Stolica povjerila dušobrižništvu Provincije Male Braće sa sjedištem u Mostaru. Ostale župe pravno pripadaju dijecezanskom kleru.
Odlukom pape Benedikta XVI., od 4. siječnja 2006., Vrhbosanska metropolija izuzeta je ispod jurisdikcije Kongregacije za evangelizaciju naroda i stavljena pod privremenu upravu Državnoga tajništva Svete Stolice s nakanom da prijeđe pod redovitu jurisdikciju Kongregacije za biskupe.

## Popis ordinarija Mostarsko-duvanjske biskupije
| Br. | Biskup | Biskup          | Upravljanje                           | Imenovatelj    | Bilješke |
| --- | ------ | --------------- | ------------------------------------- | -------------- | --- |
| 1.  |        | Paškal Buconjić | 18. studenoga 1881.–8. prosinca 1910. | Lav XIII.      | Franjevac Buconjić bio je kapelan (1871. – 1873.) i župnik (1873. – 1874.) u Drinovcima; kustos Hercegovačke franjevačke provincije (1874. – 1879.); gvardijan franjevačkog samostana na Humcu u Ljubuškom (1879. – 1881.). Od 1880. do 1881. obnašao je službu apostolskog vikara u Hercegovini i naslovnog biskupa Magydusa. Za njegova biskupovanja ukinut je Hercegovački apostolski vikarijat i umjesto njega uspostavljena Mostarsko-duvanjska biskupija, s njim kao prvim biskupom. Za njegova vladanja, 1890. godine, mostarsko-duvanjski biskupi postali su i trajni apostolski upravitelji trebinjsko-mrkanski. |
| 2.  |        | Alojzije Mišić  | 29. travnja 1912.–26. ožujka 1942.    | Pio X.         | Franjevac Mišić služio je kao kapelan (1882. – 1884.) u Banjoj Luci; tajnik banjolučkog biskupa (1884. – 1891.); gvardijan franjevačkog samostana i župnik na Petrićevcu (1891. – 1894.); župnik u Bihaću (1894. – 1803.); gvardijan i župnik na Petrićevcu (1903.—1907.); provincijal Franjevačke provincije Bosne Srebrene(1909. – 1912.). Službu biskupa obnašao je tijekom Prvog svjetskog rata i prvih godina Drugog svjetskog rata. |
| 3.  |        | Petar Čule      | 15. travnja 1942.–14. rujna 1980.     | Pio XII.       | Služio je kao arhivist u Biskupskom ordinarijatu (1926. – 1942.) i tajnik mostarsko-duvanjskog biskupa (1937. – 1942.). Biskupsku službu obnašao je tijekom Drugoga svjetskog rata i pod komunističkim režimom u Jugoslaviji. Sagradio je mostarsku katedralu. Nakon odlaska s te službe imenovan je naslovnim nadbiskupom Giulfija. |
| 4.  |        | Pavao Žanić     | 14. rujna 1980.–24. srpnja 1993.      | Ivan Pavao II. | Službovao je kao župnik na Šolti (1941. – 1952.), Rogotinu (1952. – 1959.) i splitskoj katedrali (1959. – 1969.); kanonik Splitsko-makarske nadbiskupije (1959. – 1965.); prepozit Splitsko-makarske nadbiskupije (1965. – 1970.); biskup koadjutor Mostarsko-duvanjske biskupije (1970. – 1980.). Za vrijeme službovanja kao mostarsko-duvanjskog biskupa bio je i dubrovački apostolski upravitelj od 1988. do 1990. Služio je kao biskup tijekom navodnih marijanskih ukazanja u Međugorju te tijekom demokratske tranzicije i prvih godina rata u BiH.                                                                |
| 5.  |        | Ratko Perić     | 24. srpnja 1993.–11. srpnja 2020.     | Ivan Pavao II. | Službovao kao župnik u Trebinju (1971. – 1974.); rektor Papinskog hrvatskog učilišta sv. Jeronima (1979. – 1992.); biskup koadjutor mostarsko-duvanjski (1992. – 1993.). Biskupsku je službu obnašao tijekom rata u BiH. Kratko je obnašao službu apostolskog administratora nakon imenovanja svog nasljednika od srpnja do rujna 2020. godine. |
| 6.  |        | Petar Palić     | 14. rujna 2020.–trenutno              | Franjo         | Obavljao je službu tajnika dubrovačkog biskupa (1995. – 2005.); župnik u Doblu (2008. – 2009.); pastoralni vikar (2009. – 2011.) i generalni vikar (2011. – 2017.) dubrovačke biskupije; generalni tajnik Hrvatske biskupske konferencije (2017. – 2020.); biskup hvarsko-bračko-viški (2018. – 2020.); apostolski upravitelj hvarsko-bračko-viški (2020. – 2021.). |

## Broj vjernika po župama
Broj vjernika:
| Župa                            | 1991.  | 2001.  | 2010.  |
| Blagaj-Buna                     | 2011   | 2500   | 3000   |
| Buhovo                          | 500    | 410    | 380    |
| Bukovica                        | 2980   | 2230   | 2079   |
| Crnač                           | 787    | 787    | 692    |
| Čapljina                        | 5784   | 5780   | 6000   |
| Čerin                           | 4240   | 4265   | 4137   |
| Čitluk                          | 3500   | 4500   | 4450   |
| Drežnica                        | 700    | 182    | 95     |
| Drinovci                        | 2514   | 2408   | 2388   |
| Duvno                           | 8500   | 8500   | 8329   |
| Gabela                          | 1000   | 1100   | 980    |
| Gabela Polje                    | 1330   | 1542   | 1430   |
| Glavatičevo                     | 90     | 0      | 0      |
| Goranci                         | 580    | 310    | 226    |
| Gorica-Sovići                   | 3152   | 3000   | 3085   |
| Gorica-Struge                   | 674    | 780    | 781    |
| Grabovica                       | 1030   | 812    | 559    |
| Gradac Mostarski                | 1275   | 1000   | 1795   |
| Gradina                         | 1795   | 2233   | 2610   |
| Gradnići                        | 1017   | 1205   | 1137   |
| Grljevići                       | 978    | 962    | 917    |
| Grude                           | 3800   | 3500   | 4000   |
| Humac-Ljubuški                  | 11000  | 12910  | 12484  |
| Izbično                         | 876    | 896    | 467    |
| Jablanica                       | 950    | 160    | 107    |
| Jare                            | 1003   | 996    | 1004   |
| Klobuk                          | 1471   | 1334   | 1161   |
| Kočerin                         | 3539   | 3490   | 3424   |
| Kongora                         | 1651   | 1650   | 1254   |
| Konjic                          | 6000   | 1510   | 1500   |
| Kruševo                         | 1254   | 1200   | 1108   |
| Ledinac                         | 1054   | 1155   | 1146   |
| Ljuti Dolac                     | 1842   | 2059   | 2022   |
| Međugorje                       | 3142   | 4292   | 4983   |
| Mostar – župa Katedrala         | 25247  | 14000  | 15000  |
| Mostar – župa sv. Ivana         | 0      | 8000   | 20000  |
| Mostar – župa sv. Luke          | 0      | 4000   | 3000   |
| Mostar – župa sv. Marka         | 0      | 4000   | 4000   |
| Mostar – župa sv. Mateja        | 0      | 6100   | 7000   |
| Mostar – župa sv. Petra i Pavla | 8369   | 11000  | 6000   |
| Nevesinje                       | 360    | 0      | 112    |
| Ploče-Tepčići                   | 1005   | 1005   | 850    |
| Polog                           | 848    | 874    | 850    |
| Posušje                         | 7330   | 8692   | 9718   |
| Posuški Gradac                  | 2025   | 1700   | 1756   |
| Potoci                          | 3100   | 1000   | 1500   |
| Prisoje                         | 1069   | 1076   | 600    |
| Rakitno                         | 1320   | 1347   | 1367   |
| Raskrižje                       | 392    | 400    | 390    |
| Rasno                           | 1146   | 1170   | 1201   |
| Rašeljke                        | 700    | 593    | 406    |
| Roško Polje                     | 1769   | 1652   | 770    |
| Ružići                          | 1678   | 1700   | 1480   |
| Seonica                         | 2200   | 1929   | 1683   |
| Studenci                        | 2017   | 2110   | 2100   |
| Sutina                          | 953    | 792    | 600    |
| Šipovača-Vojnići                | 1382   | 1350   | 1050   |
| Široki Brijeg                   | 13000  | 14000  | 16570  |
| Šuica                           | 1960   | 1225   | 1335   |
| Tihaljina                       | 1725   | 1495   | 1285   |
| Veljaci                         | 2756   | 2651   | 2620   |
| Vinica                          | 451    | 266    | 280    |
| Vinjani Hercegovački            | 831    | 921    | 739    |
| Vir                             | 1620   | 1200   | 1350   |
| Vitina                          | 3264   | 3353   | 2962   |
| Zagorje                         | 835    | 758    | 566    |
| Ukupno                          | 171371 | 180017 | 188870 |

Prema službenim crkvenim statistikama na dan 31. prosinca 2017. godine, Mostarsko-duvanjska biskupija imala je 173.142 katolika.

## Dekanati Mostarsko duvanjske biskupije
Popis dekanata:
- Mostarski dekanat
- Broćanski dekanat
- Čapljinski dekanat
- Grudski dekanat
- Duvanjski dekanat
- Posuški dekanat
- Ljubuški dekanat
- Širokobriješki dekanat